# Blues (rugby)
Blues, hasta 1999 Auckland Blues, es un equipo profesional de rugby con sede en la ciudad de Auckland, en Nueva Zelanda. Juega desde 1996 en el Super Rugby, el principal campeonato de selecciones provinciales del hemisferio sur, donde representa a la región norte de la isla Norte del país. En castellano su nombre significa "Los Azules".
Los Blues generalmente juegan en el Eden Park de Auckland, sede habitual de partidos de los All Blacks, aunque también ha jugado en estadios de las demás uniones de rugby. Como indica su nombre, los Blues juegan con vestimenta azul y vivos blancos.
Originalmente, la franquicia de los Blues atraía a jugadores provenientes de la uniones de rugby de Auckland (compartida con los Chiefs), Counties Manukau y Thames Valley. En 1999 cambió sus regiones interiores con algunos de los Chiefs, de modo que los Blues pasaron a tomar jugadores de Northland y North Harbour, además de Auckland (que sigue compartida).
Highlanders es considerado el rival clásico de Blues.
Algunos de los jugadores más destacados en la historia de los Blues han sido Adrian Cashmore, Doug Howlett, Jerome Kaino, Luke McAlister, Keven Mealamu, Joe Rokocoko, Carlos Spencer, Joeli Vidiri y Tony Woodcock.

## Palmarés
Super Rugby
- Campeón (4): 1996, 1997, 2003 y 2024.
- Subcampeón (2): 1998, 2022.

 Súper Rugby Trans Tasman
- Campeón (1): 2021

### Equipo femenino
- Super Rugby Aupiki (2): 2024, 2025

### Equipo juvenil
- Super Rugby U20 (1): 2023